# Talara megaspila
Talara megaspila là một loài bướm đêm thuộc phân họ Arctiinae, họ Erebidae.